# Castilia aberrans
Castilia aberrans är en fjärilsart som beskrevs av Johannes Karl Max Röber 1913. Castilia aberrans ingår i släktet Castilia och familjen praktfjärilar. Inga underarter finns listade i Catalogue of Life.